# Шевченко Сергій Тимофійович
Сергі́й Тимофі́йович Шевче́нко (5 жовтня 1908, Макіївка, Донецька область — 200?, Київ) — український радянський дипломат. Постійний представник Української РСР в Організації Об'єднаних Націй.

## Біографія
Закінчив Харківський інститут народного господарства, Інститут червоної професури при ВУЦВК (1937).
З 1937 — начальник Управління керівних кадрів Народного комісаріату освіти Української РСР.
З 1941 — служба в РСЧА.
З 194? по 1946 — заступник начальника Політичного відділу 3-ї гвардійської танкової армії.
З 1946 — в Київському обласному комітеті Компартії України.
З серпня 1964 по 1968 — постійний представник Української РСР в Організації Об'єднаних Націй.
У 1968 році, після невдалої прес-конференції на відзначення 50-річчя Української РСР, Сергій Шевченко покинув Нью-Йорк, і на його місце, але з вищим рангом посла, приїхав Михайло Поляничко.

## Нагороди
- ордени
- медалі
- Почесна грамота Президії Верховної Ради Української РСР (4.10.1968)